# João Ferreira-Rosa
João Manuel Soares Ferreira Rosa (Lisboa, São Mamede, 16 de fevereiro de 1937 – Loures, 24 de setembro de 2017) foi um fadista e letrista português, intérprete do famoso fado "O Embuçado".

## Biografia
João Ferreira Rosa nasceu em 16 de fevereiro de 1937, na freguesia de São Mamede, em Lisboa. Foi casado com a pianista Maria João Pires e, em segundas núpcias, com pintora Ana Maria Botelho (1936-2016).
Joao Ferreira Rosa e' autor e intérprete de uma obra singular no panorama musical português, e do Fado em particular, pelo seu lirismo, pureza e musicalidade.  
Monárquico convicto e fascinado pelas tradições portuguesas, o seu repertório aborda o amor e o sentimento de perda — casos de Triste sorte, Os lugares por onde andámos, Fado das Mágoas, Acabou o Arraial, Mansarda ou Pedi a Deus, todos com letra de sua autoria —, mas também, de forma recorrente, a nostalgia dos tempos perdidos, de um Portugal esquecido, das navegações, das romarias e festas de touros — campo onde se podem inserir temas como Fado Alcochete, Fado Sonho ou Fado dos Saltimbancos, o primeiro também com letra sua, o segundo de Francisco Duarte Ferreira e o terceiro de Isidoro de Oliveira.
Todavia, o fado que torna Ferreira Rosa conhecido do grande público é o Fado do Embuçado, tema incluído no seu primeiro EP, editado em 1961. Composição singular, com música do Fado Tradição, da cantadeira Alcídia Rodrigues, e letra de Gabriel de Oliveira, é incontornável em qualquer noite ou tertúlia popular fadista. O tema, mais uma vez, alude ao tempo de antigamente, narrando uma curiosa história de um embuçado (homem disfarçado com um capote) que todas as noites ia ouvir cantar fados. Um dia, sendo o homem desafiado a mostrar a sua identidade, revela-se como sendo o Rei de Portugal, e que após o beija-mão real, cantou o Fado entre o povo.
Ferreira Rosa, que desde jovem nutriu uma confessa admiração por Amália Rodrigues, atuou pela primeira vez em público aos 14 anos, no velho Teatro Rosa Damasceno, em Santarém, durante uma festa da Escola de Regentes Agrícolas. O contexto da estreia tem uma razão de ser — cantar o Fado era, na Escola Agrícola, uma forma excelente de escapar às praxes dos colegas mais velhos. 
Em 1961 estreava-se na rádio, ao participar no programa Nova Onda, da Emissora Nacional, ao lado de outros fadistas ainda amadores, como Mercês da Cunha Rego, Teresa Tarouca e Hermano da Câmara.[carece de fontes?]
Em 1965 adquire um espaço, no Beco dos Curtumes, no carismático bairro de Alfama, a que chamou A Taverna do Embuçado. Inaugurada no ano seguinte, ocupar-se-ia da gestão desta casa durante cerca de 20 anos, ate a ceder, na década de 1980, a Teresa Siqueira, e depois também de ter sofrido uma ocupação durante o PREC. O espaço, que marcou uma época no Fado em Lisboa, ainda hoje existe. Também nos anos 1960 adquiriu o Palácio Pintéus, no concelho de Loures, que estava praticamente em ruínas e destinado a converter-se num complexo de prédios.
Por Pintéus passaram muitos intérpretes e amantes do Fado. Alguns dos serões de Fado seriam mesmo transmitidos pela RTP, contando-se atuações de Alfredo Marceneiro, Maria do Rosário Bettencourt, João Braga ou José Pracana. De resto, Ferreira Rosa resolveu gravar dentro das paredes do Palácio Pintéus, o seu disco Ontem e Hoje, editado em 1996, e considerado um dos seus mais sublimes trabalhos. A tal opção não será alheio o facto de, à semelhança do velho Marceneiro, o fadista cultivar uma certa aversão a estúdios de gravação, e à própria comercialização do Fado, preferindo cantá-lo entre amigos, como refere nos versos do Fado Alcochete. Diga-se ainda que Ferreira Rosa nunca obteve a carteira profissional de artista, preferindo sempre manter a condição de amador.
Durante vários anos, João Ferreira Rosa dedicou-se à recuperação de Pintéus, lutando contra diversos obstáculos burocráticos e administrativos que lhe foram sendo colocados. Abriria as portas do palácio ao público em 2007 e lá se continuaram a realizar diversos eventos ligados ao Fado.
Outro aspeto da vida do fadista era o carinho que nutria por Alcochete. A esta vila, onde comprou uma casa, escreveu o Fado Alcochete, que costumava cantar na música do Fado da Balada, de Marceneiro.
Entre os anos de 2001 e 2003, amigos e seguidores de João Ferreira Rosa tiveram ainda a oportunidade de o ouvir regularmente em ciclos de espetáculos organizados no Wonder Bar do Casino Estoril.
Interpretes das novas gerações dão continuidade a sua obra, recriando temas como Triste Sorte (Camané ou Arraial (Joao Braga, Katia Guerreiro, Aldina Duarte).. 
João Ferreira-Rosa morreu na manhã do dia 24 de Setembro de 2017, aos de 80 anos, no Hospital Beatriz Ângelo, em Loures.

## Reconhecimento
Aquando da sua morte Marcelo Rebelo de Sousa, Presidente da República Portuguesa, emitiu uma nota de pesar. 
Foi uma das 50 figuras do fado e da guitarra portuguesa homenageadas, em 2012, aquando da celebração do primeiro aniversário do fado enquanto Património Imaterial da Humanidade, tendo nessa altura recebido a Medalha Municipal de Mérito (Grau Ouro), da cidade de Lisboa. 

## Discografia

### Álbuns de estúdio
- Fado (LP, Imavox, 1978)[13]
- Embuçado (LP/CD, EMI, 1988)[14][15]
- Ontem e Hoje (2xCD, EMI, 1996)[16]

### Singlese EPs
- "Embuçado" / "Fragata" / "Triste Sorte" / "Despedida" (EP, Columbia/VC)
- "O Meu Amor Anda em Fama" (EP, Columbia/VC)
- Partida (EP, Aquila)
- "Neste País" / "Santo Estêvão" (Single, Imavox, 1977)
- "Neste País" / "Despedida" (Single, Discossete, 1983)

### Álbuns ao vivo
- Ao Vivo no Wonder Bar do Casino Estoril (CD, Ovação, 2004)

### Compilações
- O Melhor de João Ferreira-Rosa (CD, iPlay/Edições Valentim de Carvalho, 2008)
- Essencial (CD, EVC, 2014)